# Pronome neutro de terceira pessoa
Pronome pessoal de terceira pessoa do singular neutro de gênero, popularmente chamado de pronome neutro, refere-se aos pronomes que não especificam o sexo/gênero de um indivíduo, representando outrem, que seria, outra pessoa além da que faz a oratória ou à que se dirige. Os pronomes do plural neutro de terceira pessoa referem-se a um coletivo de outras pessoas, além da(s) que faz(em) a oratória ou à(s) que se dirige(m).
Os pronomes demonstrativos de gênero neutro seriam isso, isto e aquilo, sendo invariáveis e não sendo usados para seres animados ou humanos. Alguns também afirmam que pronomes como ‘alguém’, ‘ninguém’ e ‘outrem’ também são de gênero neutro, entretanto podem perder sua neutralidade ao concordarem com adjetivos masculinos, por exemplo.

## Formas de neutralidade pronominal
Os pronomes él e ella, em espanhol, assim como no português, com ele e ela, são de gêneros gramaticais, respectivamente, masculino e feminino e objetos diretos que, em certos contextos seguindo a concordância, são epicenos. Isso significa que, ao se referir a alguém com um substantivo sobrecomum que seja invariável ou uniforme, por exemplo, como testemunha ou sujeito, pode-se usar ela ou ele, de acordo com o gênero gramatical da palavra mencionada que se faz referência, não determinando assim a identidade de gênero ou o sexo biológico do indivíduo ou grupo de pessoas em questão.
A epicenidade léxica pode ser considerada uma forma de neutralidade de gênero, porém ela pode ainda continuar possuindo um gênero lógico ou natural, que em si, não são de gênero gramatical neutro. A busca por metonímias, perífrases e nomes coletivos para neutralizar frases, como em "a juventude", em vez de jovens, "profissional do secretariado", em vez de secretários e secretárias, ou "figura pública" e "celebridade" em vez de famoso(a), pode ser umas das opções disponíveis sem desgenerificar as palavras, e assim, usar pronomes já existentes, respetivos à determinada palavra.

### Genericidade
Em inglês, o they singular, one e it são pronomes genéricos gênero-neutros de terceira pessoa. Eles podem servir tanto de uso pessoal quanto impessoal, para algo ou alguém específico ou não.
Algumas feministas propõem o uso de perífrases, usando uma linguagem parecida com a de pessoas em primeiro (people-first language), juntamente ao feminino genérico, colocando pessoa como sujeito oculto, formando assim uma neutralização. Essa forma de neutralidade, por mais que defendida no transfeminismo, ainda assim é generificada gramaticalmente e, assim sendo, pode ser usada para maldenominar homens transgêneros e indivíduos transmasculinos. Circunlóquios para omitir gêneros, inclusive artigos de gênero, são recomendados para uma linguagem inclusiva.
O masculino genérico, também tido como "falso neutro" e androcêntrico, é oficialmente usado para incluir grupos de pessoas, tanto homens quanto mulheres.

## Neopronomes
Neologismos pronominais, neolinguagem pronominal ou pronomes neolinguísticos ou neologísticos, são chamados de neopronomes, que são palavras que ainda não dicionarizadas, foram recentemente formadas ou não foram oficialmente reconhecidas na língua natural. Elas diferem de língua artificial, que se refere a um idioma, enquanto um neopronome é uma modificação flexional de outros pronomes preexistentes, embora nem todos desempenhem uma declinação, como, por exemplo, os pronomes substantivais (do inglês, noun-self pronouns). Ainda, há pronomes baseados em emojis, chamados de emoji-self, que só podem ser usados graficamente.

### Português

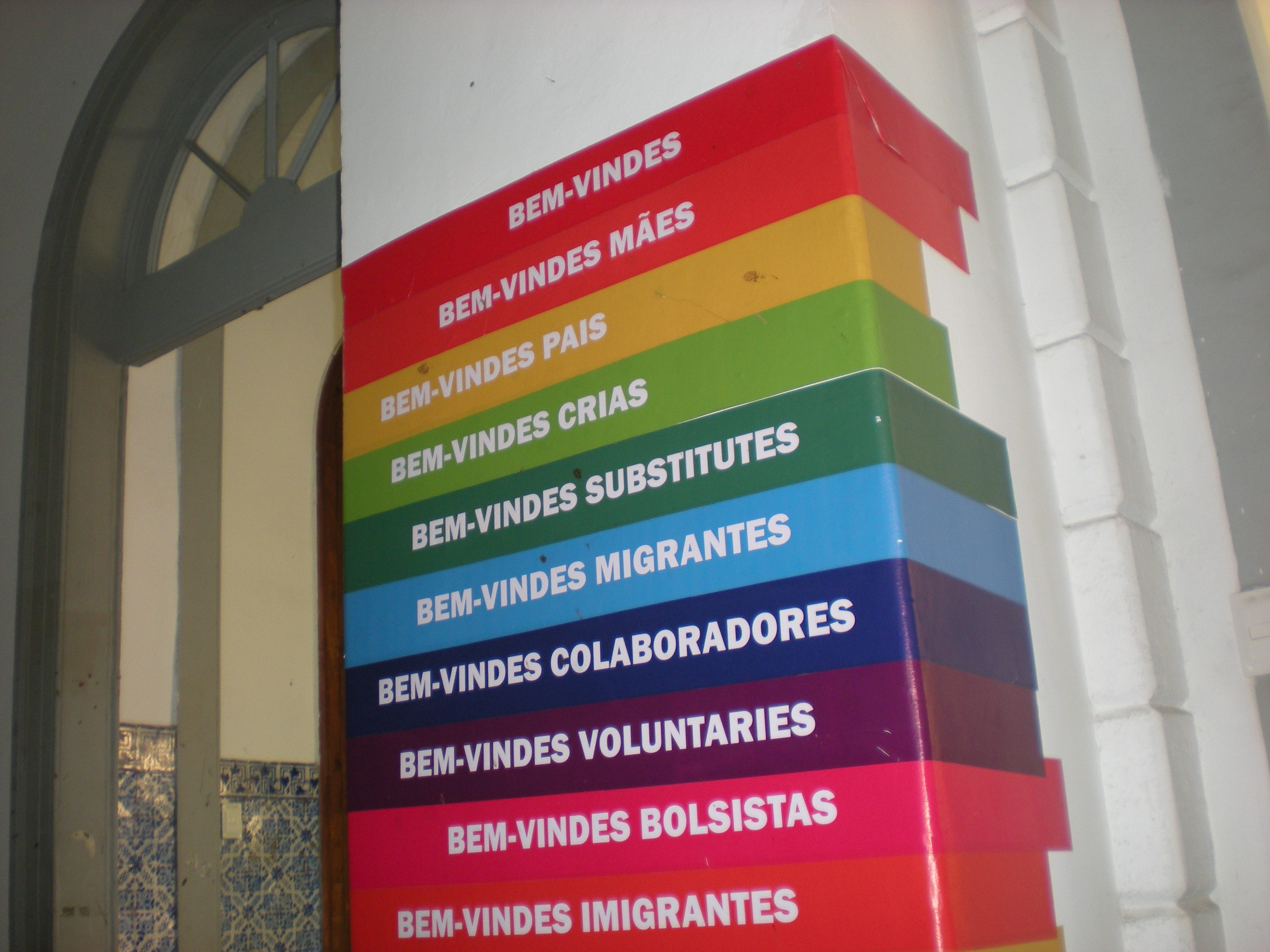
Uso do pronome neutro em uma universidade brasileira

No português, uma das propostas neopronominais, que foi bem difundida entre a população na década de 2010 e ainda usada na de 2020, é elx, terminada em xis (X), como elx não era considerada pronunciável, veio a surgir as propostas neopronominais elu, que por sua vez deriva do latim illud (nom. n. sing.), e ile, com iterações variantes a elas, como ilu. Elu tem duas formas de pronunciar: élu e êlu. Outro neopronome proposto foi êla (pronúncia em português: [ˈe.la]), mas que não chegou a ser tão popular quanto os outros, mas sendo um dos mais antigos, havendo registros desde a década de 2000. Um neopronome possivelmente mais antigo e sem uso amplo foi elo, para se referir a travestis na década de 1970. Alguns pronomes da neolinguística seguem um padrão de língua artística ou performatividade sociolinguística, como, por exemplo, elⒶ, usando A circulado representando o anarquismo, e ily, que teria a mesma pronúncia de ili e, dependendo da região, ile. A desinência em @ (arroba) é uma das mais usadas, mas serve para ambiguidade das partículas O/A em artigos e sufixos, a existência de el@ implicaria em elo como pronome masculino preexistente.
Abaixo, uma tabela com algumas propostas de neopronomes pessoais e demonstrativos, junto de contrações com "de" e "em" (adicionalmente "para" e "a" em "aquele").
|               | ilu         | elu         | el         | elx         | ile         | ili         | éle         | el@         | elæ         | êla         | elo         |
| ------------- | ----------- | ----------- | ---------- | ----------- | ----------- | ----------- | ----------- | ----------- | ----------- | ----------- | ----------- |
| ele/a(s)      | ilu(s)      | elu(s)      | el(s)      | elx(s)      | ile(s)      | ili(s)      | éle(s)      | el@(s)      | elæ(s)      | êla(s)      | elo(s)      |
| dele/a(s)     | dilu(s)     | delu(s)     | del(s)     | delx(s)     | dile(s)     | dili(s)     | déle(s)     | del@(s)     | delæ(s)     | dêla(s)     | delo(s)     |
| nele/a(s)     | nilu(s)     | nelu(s)     | nel(s)     | nelx(s)     | nile(s)     | nili(s)     | néle(s)     | nel@(s)     | nelæ(s)     | nêla(s)     | nelo(s)     |
| este/a(s)     | istu(s)     | estu(s)     | est(s)     | estx(s)     | iste(s)     | isti(s)     | éste(s)     | est@(s)     | estæ(s)     | êsta(s)     | esto(s)     |
| deste/a(s)    | distu(s)    | destu(s)    | dest(s)    | destx(s)    | diste(s)    | disti(s)    | déste(s)    | dest@(s)    | destæ(s)    | dêsta(s)    | desto(s)    |
| neste/a(s)    | nistu(s)    | nestu(s)    | nest(s)    | nestx(s)    | niste(s)    | nisti(s)    | néste(s)    | nest@(s)    | nestæ(s)    | nêsta(s)    | nesto(s)    |
| esse/a(s)     | issu(s)     | essu(s)     | ess(s)     | essx(s)     | isse(s)     | issi(s)     | ésse(s)     | ess@(s)     | essæ(s)     | êssa(s)     | esso(s)     |
| desse/a(s)    | dissu(s)    | dessu(s)    | dess(s)    | dessx(s)    | disse(s)    | dissi(s)    | désse(s)    | dess@(s)    | dessæ(s)    | dêssa(s)    | desso(s)    |
| nesse/a(s)    | nissu(s)    | nessu(s)    | ness(s)    | nessx(s)    | nisse(s)    | nissi(s)    | nésse(s)    | ness@(s)    | nessæ(s)    | nêssa(s)    | nesso(s)    |
| aquele/a(s)   | aquilu(s)   | aquelu(s)   | aquel(s)   | aquelx(s)   | aquile(s)   | aquili(s)   | aquéle(s)   | aquel@(s)   | aquelæ(s)   | aquêla(s)   | aquelo(s)   |
| daquele/a(s)  | daquilu(s)  | daquelu(s)  | daquel(s)  | daquelx(s)  | daquile(s)  | daquili(s)  | daquéle(s)  | daquel@(s)  | daquelæ(s)  | daquêla(s)  | daquelo(s)  |
| naquele/a(s)  | naquilu(s)  | naquelu(s)  | naquel(s)  | naquelx(s)  | naquile(s)  | naquili(s)  | naquéle(s)  | naquel@(s)  | naquelæ(s)  | naquêla(s)  | naquelo(s)  |
| àquele/a(s)   | àquilu(s)   | àquelu(s)   | àquel(s)   | àquelx(s)   | àquile(s)   | àquili(s)   | àquéle(s)   | àquel@(s)   | àquelæ(s)   | àquêla(s)   | àquelo(s)   |
| praquele/a(s) | praquilu(s) | praquelu(s) | praquel(s) | praquelx(s) | praquile(s) | praquili(s) | praquéle(s) | praquel@(s) | praquelæ(s) | praquêla(s) | praquelo(s) |

Outros tipos de pronomes fazendo uso de neodesinências existem, como é o caso dos neopronomes indefinidos. Abaixo, uma tabela com alguns exemplos.
| certo(a)    | certe   | certx   | cert@   |
| certos(as)  | certes  | certxs  | cert@s  |
| muito(a)    | muite   | muitx   | muit@   |
| muitos(as)  | muites  | muitxs  | muit@s  |
| outro(a)    | outre   | outrx   | outr@   |
| outros(as)  | outres  | outrxs  | outr@s  |
| pouco(a)    | pouque  | poucx   | pouc@   |
| pouco(a)    | pouques | poucxs  | pouc@s  |
| quanto(a)   | quante  | quantx  | quant@  |
| quantos(as) | quantes | quantxs | quant@s |
| tanto(a)    | tante   | tantx   | tant@   |
| tantos(as)  | tantes  | tantxs  | tant@s  |
| todo(a)     | tode    | todx    | tod@    |
| todos(as)   | todes   | todxs   | tod@s   |
| um(a)       | ume     | umx     | um@     |
| uns/umas    | umes    | umxs    | um@s    |
| vário(a)    | várie   | várix   | vári@   |
| vários(as)  | váries  | várixs  | vári@s  |

Além dos neopronomes pessoais, demonstrativos e indefinidos, há também os possessivos, relativos, interrogativos e do caso oblíquo. Alguns exemplos na tabela abaixo.
| o/a(s)       | ê/es      | u(s)      | x(s)      | @(s)      |
| lo/a(s)      | le(s)     | le(s)     | lx(s)     | l@(s)     |
| cujo/a(s)    | cuje(s)   | cuje(s)   | cujx(s)   | cuj@(s)   |
| meu/minha(s) | minhe(s)  | mi(s)     | minhx(s)  | minh@(s)  |
| nosso/a(s)   | nosse(s)  | nosse(s)  | nossx(s)  | noss@(s)  |
| quanto/a(s)  | quante(s) | quante(s) | quantx(s) | quant@(s) |
| seu/sua(s)   | sue(s)    | su(s)     | sux(s)    | su@(s)    |
| teu/tua(s)   | tue(s)    | tu(s)     | tux(s)    | tu@(s)    |
| vosso/a(s)   | vosse(s)  | vosse(s)  | vossx(s)  | voss@(s)  |

### Em outras línguas
Em esperanto, há pelo menos três propostas mais conhecidas, que são ĝi, hi e ri.
Em francês, utiliza-se o neopronome iel [en].
No espanhol, elle é o mais aceito. A seguinte tabela compara os típicos gêneros do masculino e feminino com o proposto gênero neutro.
|                                     | Masc. | Fem. | Neu. |
| Pronome sujeito                     | él    | ella | elle |
| Pronome objeto direto               | lo    | la   | le   |
| Pronome objeto indireto             | le    | le   | le   |
| Sufixo para concordância gramatical | -o    | -a   | -e   |

## Traduções
Os neopronomes geralmente não têm uma tradução certa, sendo muitos intraduzíveis, como é o caso de thon/thons/thonself. Algumas línguas, como as portuguesa e espanhola, partilham contato linguístico, abrindo a possibilidade, de certa forma, de traduzir elle para 'éle' ou 'elhe' (êlhe ou élhe), sendo que 'elle' também já foi a forma obsoleta de 'ele' e é o pronome feminino em francês, 'ela'.
Algumas línguas sem gênero, como húngaro e turco, os pronomes ő e o, respectivamente, representam pronomes singulares sem gênero gramatical, o que não necessariamente representam pronomes de gênero neutro. Ao traduzir automaticamente, para línguas em que existem distinções binarizadas de gêneros gramaticais, a máquina pode presumir o gênero através do corpus computacional, quando não aleatoriamente, revelando assim um sexismo linguístico, não necessariamente por quem traduziu ou criou os meios para a tradução, mas sim da sociedade em si.
Muitas traduções do they singular acabam fazendo uso do masculino genérico, que seria o gênero não marcado, ou quando se é uma tradução automática, erroneamente usa-se o pronome plural eles como padrão. Também não há consenso de qual neopronome é o mais correto para substituir o pronome masculino, pelo menos no português, visto que elu não é o único mais utilizado, vide "ile", adicionalmente outros propostos, como "el" e "ilu". Há também, o uso de ele(a) ou ela(e), bem como ele/a e ela/e.

## Recepção
O uso de pronomes neutros costuma ser ostracizado nas redes sociais, por meios de sátira, piadas, boatos, contas anônimas de fantoche ou paródia, perseguição ou deboche e ataques contra quem utiliza. Qualquer discussão ou discurso envolvendo menção a gênero, como em estereótipos de gênero, podem gerar escárnio e associação a pronomes neutros, mesmo que os debates não tenham nenhuma relação ao assunto.
No Brasil, apoiadores do Escola sem Partido e projetos de lei visam proibir a neutralização de pronomes e linguagem, por meio de neologismos, em instituições de ensino e bancas examinadoras de concursos públicos, usando "ideologia de gênero" como pânico moral para combater os estudos de gênero, como uma retórica anti-LGBT e antifeminista.
Por outro lado, há apoio por parte de ativistas, linguistas, acadêmicos e grupos dissidentes do movimento LGBT. Defensores argumentam em prol da inclusão social, fluidez de gênero, diversidade e do combate ao sexismo, intolerância e privilégios causados pela masculinidade hegemônica, refletindo sobre a desigualdade e preconceitos de gênero.